# Frederick Benteen
Frederick William Benteen (Petersburg, 24 agosto 1834 – Atlanta, 22 giugno 1898) è stato un generale statunitense durante la guerra di secessione americana, le campagne indiane e la grande guerra Sioux del 1876 combattuta contro Lakota e Cheyenne settentrionali.. Benteen è noto soprattutto per aver comandato un battaglione (compagnie D, H e K) del 7º cavalleria nella battaglia del Little Bighorn di fine giugno 1876.
Mentre stava facendo una ricognizione nella zona, il capitano Benteen ricevette l'ordine urgente dal superiore George Armstrong Custer di prendere tutte le munizioni a sua disposizione e unirsi all'attacco a sorpresa di Custer ad un grande accampamento indiano. Il ritardo di Benteen nell'esecuzione dell'ordine è uno degli aspetti più controversi della famosa battaglia, che si concluse con la morte di Custer e l'annichilimento completo delle cinque compagnie di cavalleria che formavano il distaccamento di Custer.

## Gioventù ed inizio della carriera
Frederick Benteen nacque il 24 agosto 1834 a Petersburg (Virginia) da Theodore Charles Benteen e dalla moglie Caroline (Hargrove) Benteen. Gli antenati di Benteen erano migrati in America dai Paesi Bassi nel XVIII secolo, insediandosi a Baltimora. La famiglia si trasferì in Virginia da Baltimora poco dopo la nascita della primogenita, Henrietta Elizabeth, nell'ottobre 1831. Frederick Benteen fu istruito presso il Petersburg Classical Institute, dove per la prima volta fu addestrato militarmente. Con la famiglia si trasferì a Saint Louis (Missouri) nel 1849. Nel 1856 conobbe Catharine "Kate" Louisa Norman, giovane donna appena giunta da Filadelfia.
L'elezione di Abraham Lincoln alla presidenza degli Stati Uniti d'America nel 1860 polarizzò lo stato. Theodore Charles Benteen, ardente secessionista, si oppose fermamente allo schieramento del figlio con l'Unione. Si scatenò una crisi familiare quando Frederick si arruolò nello Union Army il 1º settembre 1861 come primo tenente del 1° volontari di cavalleria del Missouri. Frederick sposò Catherine Norman il 7 gennaio 1862 nella chiesa di san Giorgio a Saint Louis. Nel luglio 1863 Catherine Benteen diede alla luce la primogenita, Caroline Elizabeth, morta prima di compiere un anno.
Benteen partecipò a molte battaglie durante la Guerra di Secessione Americana, meritandosi la promozione prima a brevetto maggiore e poi a tenente colonnello. Tra gli scontri a cui partecipò ci furono Wilson's Creek, Pea Ridge, Vicksburg e Westport. Il 27 febbraio 1864 Benteen fu promosso tenente colonnello e comandante del 10° volontari di cavalleria del Missouri. A Benteen fu tolto il comando alla fine della guerra nella primavera del 1865, e poco dopo fu nominato colonnello di un reggimento di "Buffalo Soldier", il 138° volontari di colore. Guidò il reggimento dal luglio 1865 al gennaio 1866. Quello stesso anno fu nominato capitano del 7º cavalleria. Nel frattempo il senato approvò le promozioni brevetto per i veterani della guerra di secessione. Benteen ricevette la promozione a brevetto maggiore per la battaglia di Mine Creek ed a brevetto tenente colonnello per la battaglia di Columbus (1865).

## 7º cavalleria con Custer
Nel gennaio 1867 Benteen partì per il nuovo incarico col Settimo cavalleggeri col suo nuovo comandante George Armstrong Custer. Fu il reggimento di Benteen per i successivi 16 anni. Fino al 1882, tranne alcuni periodi di licenza o distaccamento, Benteen comandò le truppe H del 7º cavalleria. Il 30 gennaio 1867 Benteen fece una visita di cortesia ai quartieri di Custer e della moglie Elizabeth. Benteen disse in seguito che considerò Custer un millantatore fin dal loro primo incontro (ed il suo disappunto aumentò nel corso degli anni passati con Custer). Nel frattempo, il 27 marzo 1867, la moglie di Benteen diede alla luce un figlio ad Atlanta.
Dopo la Guerra di Secessione i Cheyenne rappresentarono la peggiore minaccia alla frontiera del Kansas. A fine luglio 1868 Benteen guidò una spedizione per proteggere gli agenti indiani nei pressi di Fort Larned. Il 13 agosto Benteen, al comando di 30 soldati, si scontrò con un gruppo Cheyenne lungo le rive dell'Elk Horn Creek nei pressi di Fort Zarah. Caricò quelli che sembravano essere una cinquantina di guerrieri. Per la sorpresa di Benteen si rivelarono essere oltre 200 Cheyenne che stavano attaccando un ranch. Benteen inseguì i Cheyenne senza sosta fino al tramonto, schermagliando senza respiro. Per questo Benteen divenne brevetto colonnello ed ottenne l'adorazione dei coloni del Kansas centrale.

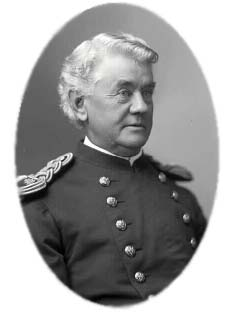
Frederick Benteen nei suoi ultimi anni

Il 13 ottobre Benteen ed i suoi uomini scortarono una carovana carica di armi e munizioni destinate al reggimento. Raggiunsero la carovana proprio mentre un gruppo di guerrieri cercava di assaltarla. Benteen cacciò i guerrieri, salvando la carovana dalla cattura. In seguito il sentiero percorso dai guerrieri avrebbe condotto il 7º cavalleria a un accampamento Cheyenne sul fiume Washita nel territorio indiano.
Per rappresaglia contro le continue razzie, il generale Philip Henry Sheridan stese un piano di spedizioni punitive. Le sue truppe avrebbero risposto agli attacchi indiani entrando negli accampamenti invernali, distruggendo provviste, uccidendo il bestiame e coloro che opponevano resistenza. Per questo la cavalleria percorse in pieno inverno un'ampia regione non mappata. Sheridan lasciò il posto al tenente colonnello George Armstrong Custer, il quale fu assegnato alla missione. Sheridan confidava solo in Custer per un tale compito, e nel novembre 1868 Custer tornò al suo reggimento per ordine di Sheridan.
Il 23 novembre 1868 Custer partì da Camp Supply con 11 compagnie del 7º cavalleria, diretto verso il fiume Washita. Il 27 novembre circondò un accampamento Cheyenne sul fiume. Poco prima dell'alba Custer lanciò un attacco a quattro punte al villaggio.
Benteen, capitano della compagnia H, guidò uno squadrone del commando del maggiore Elliott. Il suo cavallo fu colpito da un figlio del capo Cheyenne Black Kettle. Il ragazzo aveva circa 14 anni ed era armato di una pistola. Benteen chiese di risparmiare la vita del ragazzo se avesse lasciato cadere la pistola. Benteen gli fece un segno di pace. In risposta il ragazzo rivolse la pistola contro Benteen e sparò. Il proiettile lo mancò, per cui il ragazzo sparò di nuovo colpendo il manicotto della corazza di Benteen. Anche dopo il terzo sparo Benteen continuava a cercare di calmare il ragazzo. Questo sparo colpì il cavallo di Benteen uccidendolo e facendo cadere Benteen nella neve. Mentre il ragazzo si preparava a sparare una quarta volta Benteen lo uccise.
Custer, nel suo resoconto della battaglia destinato a Sheridan, fece solo un vago riferimento ai propri caduti, dato che il 7º cavalleria aveva perso solo un uomo (il capitano Hamilton) ed aveva avuto sette feriti. Poco dopo lo scontro il maggiore Elliot ed i suoi 19 uomini inseguirono i guerrieri in fuga lungo il fiume e non erano ancora tornati: furono segnati come dispersi. Si scoprì poi che Elliot (che era partito gridando 'Alla ricerca di una promozione o di una bara') era stato circondato e sconfitto dai Cheyenne con tutti i suoi uomini.
Benteen ritenne che Custer aveva abbandonato Elliot e scrisse ad un amico criticandolo per questo. La lettera fu consegnata a un giornale democratico di St. Louis senza il permesso di Benteen. Quando fu pubblicata Custer chiamò gli ufficiali e li minacciò di 'far frustare' l'autore. Senza dire che la lettera era stata pubblicata senza il suo permesso, Benteen ne ammise la paternità tenendo una mano sulla pistola. Custer non lo fece frustare ma chiuse la discussione con un secco 'Mister Benteen, ci vediamo dopo'.

## Little Big Horn
Durante la spedizione del Little Bighorn (“Sioux”) del 1876, con Custer, il capitano Benteen comandò nuovamente la compagnia H. A circa 19 km dal fiume Little Bighorn gli fu assegnato il comando di un battaglione che comprendeva le compagnie H, D e K. Nonostante Custer fosse dubbioso sull'esatta posizione del villaggio indiano, incaricò Benteen di difendere il fianco sinistro. Benteen cercò senza esito per due ore prima di tornare con la colonna principale. Avanzando verso il fiume trovò un messaggero di Custer, subito seguito da un altro, che gli parlarono della scoperta di un grande villaggio e gli dissero di stare davanti. In una nota consegnatagli si leggeva: "Avanza. Grande villaggio. Sii veloce. Porta i bagagli". Benteen interpretò l'ordine di Custer nel senso di unire le proprie compagnie ai lenti muli da soma (che componevano la retroguardia ed erano difesi dalla compagnia B) per poi riunirsi alle cinque compagnie di Custer. I bagagli contenevano la riserva di munizioni del reggimento. Benteen non si affrettò, e passò addirittura 20 minuti per far abbeverare i muli presso un guado. Sentendo gli spari, però, Benteen spronò i suoi uomini al galoppo.
Benteen spiegò alla corte inquisitoria del 1879 perché non lo fece, e la sua motivazione fu chiarificata da successive dichiarazioni. Pensava fosse impossibile ubbidire; farlo sarebbe stato un suicidio.»
(Evan Shelby Connell in Son of the Morning Star, p. 281)
Un battaglione composto dalle compagnie M, A e G e guidato dal maggiore Marcus Reno aveva attaccato l'angolo sudoccidentale di un grande villaggio indiano lungo il Little Bighorn ed era stato respinto con pesanti perdite. I sopravvissuti malconci lottarono per attraversare il fiume e risalire la scogliera. Mentre le unità di Reno erano ancora sotto il fuoco nemico e stavano terminando le munizioni, e dato che Reno era tecnicamente superiore in grado rispetto a Benteen, Reno ordinò a Benteen di dividere con lui le munizioni del proprio battaglione. Reno era visibilmente scosso e la sua capacità di comando era ridotta.
Nel giro di pochi minuti si sentì un fitto fuoco a nord ed i Sioux iniziarono ad allontanarsi da Reno e Benteen dirigendosi verso il luogo della nuova sparatoria. Queste raffiche indicavano che Custer era stato coinvolto in uno scontro, ma non se ne poteva capire la portata, tanto che Reno e Benteen non compresero la situazione. Non avanzarono per scoprirlo, il che in seguito portò a discussioni riguardo l'abbandono di Custer (il generale Nelson Miles fece una tale accusa).
Il capitano Thomas Weir, arrabbiato per la mancanza di sostegno dato a Custer, cavalcò verso nord diretto verso gli spari per 1,6 km fino all'attuale Weir Point, seguito dagli uomini della sua compagnia, dalle tre compagnie di Benteen ed infine da Reno e dai suoi uomini con i feriti. A Weir Point la visuale della postazione di Custer, altri 5 km a nord, era offuscata da nuvole di polvere e si vedevano molti indiani in pieno controllo del campo di battaglia.
Lakota e Cheyenne distrussero velocemente il battaglione di Custer prima di rivolgersi verso Reno e Benteen, ricacciandoli nella loro postazione originaria oggi chiamata "sito difensivo di Reno-Benteen". Si trattava di una zona a forma di ferro di cavallo sulla scogliera vicino a dove Reno e Benteen si erano incontrati. Nelle successive 24 ore Benteen assunse il comando. Guidò due cariche che respinsero gli indiani quando sembrava che stessero per essere sconfitti. Freddo e calmo, Benteen fu visto camminare tra le sue truppe incoraggiandole e guidandole con il proprio esempio. Fu ferito al pollice, e gli fu rotto da un proiettile il tacco di uno degli stivali.
Benteen fu poi criticato per la lentezza nel ritorno dalla ricognizione. La rotta ordinatagli per la ricognizione, però, era più accidentata di quella seguita da Custer al galoppo.
Anche la sua scelta di restare con Reno, invece di proseguire alla ricerca di Custer, fu oggetto di critiche.

## Ultimi incarichi
Benteen partecipò alla campagna contro i Nasi Forati del 1877, grazie alla quale ottenne il grado di brevetto generale di brigata il 27 febbraio 1890 per gli scontri di Canyon Creek e di Little Bighorn. Testimoniò nella corte inquisitoria contro Reno nel 1879 a Chicago. Benteen fu promosso maggiore del 9º cavalleria nel dicembre 1882. Nel 1887 fu sospeso per ubriachezza e per la condotta disordinata a Fort DuChesne, Utah. Fu condannato ed obbligato a dimettersi dallo United States Army, ma il presidente Grover Cleveland trasformò la condanna in una sospensione di un anno. Benteen si congedò il 7 luglio 1888 citando problemi di reumatismi e di cuore.
Frederick Benteen morì dieci anni dopo il 22 giugno 1898, lasciando la vedova Kate ed il figlio Frederick. Fu sepolto nel cimitero di Westview ad Atlanta. Tra coloro che portarono la sua bara vi furono il governatore della Georgia William Yates Atkinson e Charles Collier, sindaco di Atlanta. I resti di Benteen furono poi trasferiti al cimitero nazionale di Arlington.

## Monumenti e memoriali
La Benteen Elementary School di Atlanta, in Georgia, prende il nome dal figlio di Frederick Benteen, Frederick Wilson Benteen.